# Mitriostigma greenwayi
Espèce
Classification APG III (2009)
Mitriostigma greenwayi est une des cinq espèces végétales acceptées de la famille des Rubiaceae et du genre Mitriostigma originaires d'Afrique. On la trouve au Kenya.